# Paul-Klee-Gymnasium Gersthofen
Das Paul-Klee-Gymnasium (PKG) ist ein naturwissenschaftlich-technologisches, sprachliches und wirtschaftswissenschaftliches Gymnasium in Gersthofen.

## Geschichte
Das Gymnasium wurde 1971 gegründet. In den ersten Jahren seines Bestehens mussten die Klassen provisorisch in anderen Gebäuden untergebracht werden. Im Schuljahr 1974/75 wurde ein eigenes Schulgebäude bezogen. Seit 1985 ist die Schule nach dem Maler Paul Klee benannt. 2007 wurde der Erweiterungsbau fertiggestellt. Im Juni 2024 zog das Paul-Klee-Gymnasium in den Neubau auf dem alten Festplatz Gersthofens. Die Einweihung erfolgte am 19. Juli 2024.

## Ausbildungsrichtungen
| Klassenstufe | Naturwissenschaftlich-technologischer Zweig                    | Wirtschaftswissenschaftlicher Zweig                            | Sprachlicher Zweig                                             |
| ------------ | -------------------------------------------------------------- | -------------------------------------------------------------- | -------------------------------------------------------------- |
| 5. Klasse    | Englisch                                                       | Englisch                                                       | Englisch                                                       |
| 6. Klasse    | Latein oder Französisch                                        | Latein oder Französisch                                        | Latein                                                         |
| 8. Klasse    |                                                                |                                                                | Französisch                                                    |
| 10. Klasse   | Spanisch kann anstelle der zweiten Fremdsprache gewählt werden | Spanisch kann anstelle der zweiten Fremdsprache gewählt werden | Spanisch kann anstelle der zweiten Fremdsprache gewählt werden |

## Wahlkurse
Das Paul-Klee-Gymnasium bietet umfangreiche Aktivitäten für Schüler an.
Musikalischer Bereich
- Großer Chor
- Unterstufenchor
- Big Band
- Percussion I/II
- Kammermusik
- Chorklasse

Sprachlicher Bereich
- Italienisch I/II
- Wirtschaftsenglisch
- DELF
- Deutschförderkurs

Sonstige Wahlkurse
- Lerntrainer
- Foto und Video
- Streitschlichter
- Tutoren
- Archäologie und Kunstgeschichte
- Astronomie Praxis
- Schulsanitätsdienst
- Szenisches Interpretieren von Texten
- Schülerzeitung
- Theater

## Auszeichnungen für Schüler
- 2000 gewann Martin Aulbach als Bundessieger den Bundeswettbewerb Mathematik.[3]
- Deutschlandweite Bekanntheit erlangte das Gymnasium durch das Schülerprojekt Menschen unter dem Terror des Nationalsozialismus. Bei diesem Schülerprojekt wurde das Verhältnis der Gemeinde Gersthofen, der Industrie und der Bevölkerung im Hinblick auf Zwangsarbeiter im Dritten Reich untersucht, was unter anderen Auszeichnungen auch mit dem Josef-Felder-Preis 2004 der BayernSPD geehrt wurde.[4][5][6]
- 2005 haben die Schüler Matthias Dübgen, Peter Jaschke und Andreas Raba im Bundeswettbewerb Jugend Forscht gewonnen.[7]
- 2008 gewannen vier Schüler den Datenanalysewettbewerb der Universität Augsburg.[8]
- 2008 hat die Klasse 8a einen Wettbewerb des Goethe-Instituts gewonnen.[9][10]
- 2008 gewannen acht Schüler des Paul-Klee-Gymnasiums bei dem 55. Europäischen Wettbewerb.[11]
- 2010 wurde Martin Thoma Bundessieger im Bundeswettbewerb Informatik.[12]

## Schulgebäude
Das neue Gebäude verfügt über vier Stockwerke und beherbergt neben den normalen Klassenzimmern in drei Teilgebäuden unter anderem drei Informatikräume, zwei Aulas, eine Mensa und eine Tiefgarage für die Lehrkräfte. Die Sporthalle ist über einen unterirdischen Gang mit dem Hauptgebäude verbunden.

## Bekannte Schüler
- Michael Martin (* 1963), Fotograf und Autor
- Klaus Metzger (* 1963), Landrat Aichach-Friedberg
- Roman Roell (* 1965), Moderator beim Bayerischen Rundfunk
- Kathrin Schrocke (* 1975), Kinderbuchautorin
- Roman Spitko (* 1978), deutscher Meister im Badminton
- Alex Baur (* 1997), Journalist und Moderator

## Liste der Schulleiter
- Franz Dalquen (1971–1986)
- Helmut Baumeister (1986–2007)
- Peter Krauß (2007–2019)
- Christian Engel (seit 2019)